# Eudonia organaea
Eudonia organaea là một loài bướm đêm trong họ Crambidae.